# Rue des Lyanes
La rue des Lyanes est une voie du 20e arrondissement de Paris, en France.

## Situation et accès
La rue des Lyanes relie la rue Pelleport à la rue de Bagnolet.

## Origine du nom

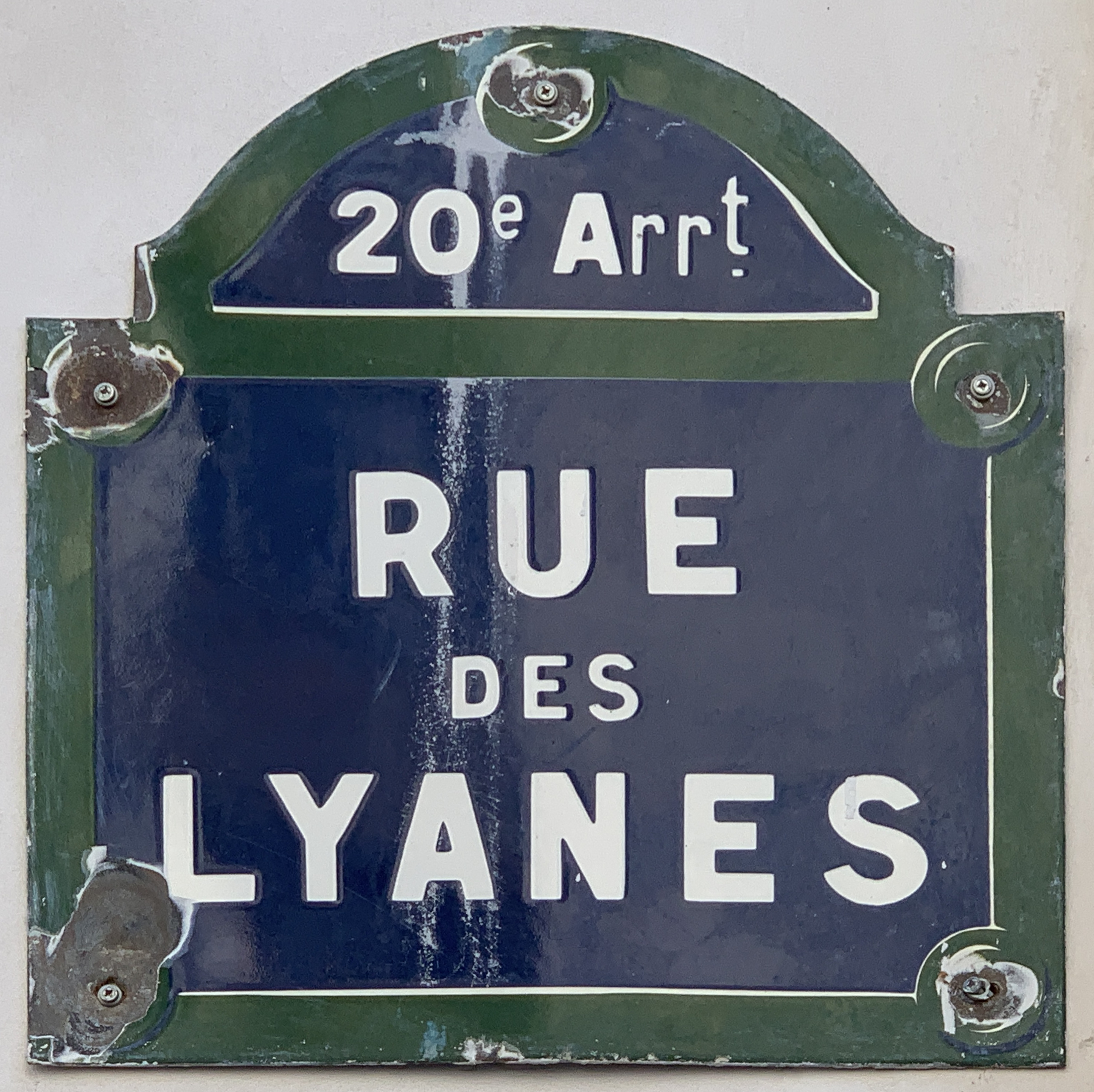
Plaque de la rue.

L'origine de ce nom reste inconnue. 

## Historique
Cette voie est ouverte vers la fin du XIXe siècle sous le nom de « rue Neuve » avant de prendre le nom de « rue des Lyannes » (avec 2 n) puis celui de « rue des Lyanes » (avec 1 seul n).
Elle est classée dans la voirie parisienne par un arrêté du 12 mars 1968.